# Лесне
Лесне (словац. Lesné) — село, громада в окрузі Михайлівці, Кошицький край, Словаччина. Село розташоване на висоті 146 м над рівнем моря. Населення — 425 чол. Вперше згадується в 1254 році. В селі є бібліотека та футбольне поле.

## Населення
| Рік:            | 1994. | 2004.   | 2014.   | 2024.   |
| --------------- | ----- | ------- | ------- | ------- |
| Кількість осіб: | 413   | 425     | 443     | 417     |
| Різниця:        |       | +2,90 % | +4,23 % | -5,86 % |

| Рік:            | 2023. | 2024.   |
| --------------- | ----- | ------- |
| Кількість осіб: | 430   | 417     |
| Різниця:        |       | -3,02 % |

## Пам'ятки
У селі є греко-католицька церква Вознесіння Господа з 14 століття, первісно римо-католицький та реформатський костел.